# Guillaume Bodinier (homme politique)
Pour les articles homonymes, voir Bodinier et Guillaume Bodinier.
Guillaume Bodinier est un homme politique français né le 30 mai 1847 à Angers (Maine-et-Loire) et décédé le 15 septembre 1922 à Trélazé (Maine-et-Loire).

## Biographie
Guillaume Jean Victor Bodinier naît le 30 mai 1847 à Angers. Il est le fils du peintre angevin Jean-Victor Bodinier et de Marie-Rose dite Aline Alaux, peintre d'origine bordelaise. Par son père, il est le neveu du peintre Guillaume Bodinier.
Après des études de droit et à l'École des chartes à Paris, il s'installe à Angers où il s'occupe à la fois de sociétés savantes et de politique. Il est président de la Société des artistes angevins de 1890 à 1894 et de la Société d'agriculture, sciences et arts d'Angers de 1890 à 1922. 
Il est conseiller général en 1887 et président du conseil général de 1913 à 1922. Il est aussi sénateur de Maine-et-Loire, siégeant à droite, de 1897 à 1922. Il est secrétaire du Sénat de 1901 à 1904. Il intervient essentiellement sur les questions budgétaires.